# Pandanus medialinermis
Pandanus medialinermis är en enhjärtbladig växtart som beskrevs av Harold St.John. Pandanus medialinermis ingår i släktet Pandanus och familjen Pandanaceae. Inga underarter finns listade.